# Anna Stanieczek
Anna Stanieczek (ur. 24 stycznia 1955 w Goleszowie) – polska łuczniczka, halowa mistrzyni Europy występująca w konkurencji łuków bloczkowych. Jest absolwentką Akademii Wychowania Fizycznego im. Bronisława Czecha w Krakowie.
Największym jej osiągnięciem jest halowe mistrzostwo Europy w 2010 roku w Poreču, gdzie zdobyła złoty medal w zawodach indywidualnych. Kwalifikacje zakończyła na 12. miejscu, uzyskując 571 punktów. Sprawiło to, że nie musiała rywalizować w 1/16 finału. W walce o ćwierćfinał pokonała reprezentantkę Holandii Ingę van Caspel 116:112. W następnym pojedynku zmierzyła się z Belgijką Gladysą Willemsą, z którą wygrała 117:114. W półfinale okazała się lepsza od Rosjanki Wiktorii Bałżanowej 116:114, a w finale pokonała Chorwatkę Ivanę Buden 111:109. Był to pierwszy złoty medal w historii zdobyty przez reprezentację Polski w zawodach łuku bloczkowego.

## Wyniki
| Rok  | Zawody                                            | Miejscowość       | Grupa  | Ind.  | Druż. | Mikst |
| ---- | ------------------------------------------------- | ----------------- | ------ | ----- | ----- | ----- |
| 2007 | Mistrzostwa świata                                | Lipsk             | Senior | 67.   | –     | –     |
| 2010 | Halowe mistrzostwa Europy                         | Poreč             | Senior | złoto | –     | –     |
| 2010 | Mistrzostwa Europy                                | Rovereto          | Senior | 17.   | –     | 17.   |
| 2011 | Halowe mistrzostwa Europy                         | Cambrils          | Senior | 9.    | –     | –     |
| 2011 | Mistrzostwa świata                                | Turyn             | Senior | 17.   | –     | –     |
| 2012 | Mistrzostwa Europy                                | Amsterdam         | Senior | 17.   | 9.    | 17.   |
| 2013 | Halowe mistrzostwa Europy                         | Rzeszów           | Senior | 9.    | 4.    | –     |
| 2013 | Mistrzostwa świata                                | Antalya           | Senior | 33.   | –     | –     |
| 2014 | Halowe mistrzostwa świata                         | Nîmes             | Senior | 9.    | 7.    | –     |
| 2014 | Mistrzostwa Europy                                | Eczmiadzyn        | Senior | 17.   | 9.    | –     |
| 2015 | Mistrzostwa świata (jako reprezentantka Norwegii) | Kopenhaga         | Senior | 132.  | 41.   | 50.   |
| 2015 | Mistrzostwa Europy w łucznictwie polowym          | Rzeszów           | Senior | 20.   | –     | –     |
| 2018 | Mistrzostwa Europy                                | Legnica           | Senior | 17.   | 9.    | 19.   |
| 2018 | Mistrzostwa świata w łucznictwie polowym          | Cortina d’Ampezzo | Senior | 25.   | –     | –     |
| 2019 | Mistrzostwa świata                                | 's-Hertogenbosch  | Senior | 57.   | 17.   | –     |